# 下出善紀
下出 善紀（しもで よしのり、1969年10月27日 - ）は、日本の柔道家（8段）。石川県河北郡内灘町出身。
身長188cm、体重138kg。現役時代は内股や大内刈に加え、関節技も得意とした。

## 来歴
小学校1年生より柔道を始め、町立中学校を卒業後は強豪・県立津幡高校へ進学。高校3年次には国際高校柔道選手権大会に出場して、予選リーグでフランスのダビド・ドゥイエを払腰の技ありで破ると、決勝でも再びドゥイエと対戦して開始46秒の内股で破り、日本チームの優勝に貢献した。
さらに、夏のインターハイ（重量級）で優勝したほか、12月の全日本ジュニア選手権の重量級でも、高校生ながら準優勝という成績を残し、将来を嘱望された。
高校卒業後は上京し、東海大学に入学。個人戦で大学2年次の1989年より全日本学生体重別選手権で3連覇を成し遂げ、3年次に講道館杯を制しシニア初タイトルを獲得したほか、4年次には東京代表として全日本選手権にも出場した。また団体戦でも、全日本学生優勝大会で同大学が1989,90年と連覇した際には、その原動力となった。
1992年に旭化成に入社すると4月の講道館杯でいきなり優勝し存在感を示すが、以降は学生時代からの持病である腰痛が悪化して思うような稽古もできず、重量級の第一人者である小川直也や金野潤らを脅かす存在にはなりえなかった。本人も入社2-3年目の時期を「肉体的にも精神的にも最悪だった」と述懐する。
旭化成柔道部監督（当時）の前野秀秋より「痛みと友達になれ」というアドバイスを受け、以降は毎日鍼治療に通うなどした。結局、引退まで腰痛が完治する事はなかったが、日々のケアが功を奏して大事に至る事はなく、結果的に長い現役生活を送る事につながった。1996年からは柔道部のキャプテンを務めるなど旭化成の主力として活躍し、実業団体戦には皆勤で出場した。個人戦でも1994,98年と全日本実業選手権で優勝。第一線の選手として活躍する傍ら、1999年からは旭化成柔道部のコーチも兼務した。またこの頃には、外務省の海外派遣コーチとして、ナイジェリアやコートジボワールにて指導も行っている。
恵まれた体格・パワーに加え、年齢を増す毎に上手さも加わり、30歳で迎えた2000年の全日本選手権では若手のホープ・棟田康幸を破るなどし、3位入賞を果たした。同年11月の講道館杯でも3位に食い込んでいる。
また翌2001年には、初めて無差別級のみで開催された嘉納杯で、高井洋平やアレクサンドル・ミハイリンを降して優勝した。
2003年3月の全日本選手権九州予選にて大胸筋断裂の大ケガを負い、自身の身体の老化を感じたため引退を決意。同年12月の全日本産業別大会に出場し、3戦3勝という成績を最後に現役を引退した。この時の年齢は34歳で、同期の選手の間で最も長く現役生活を続けていた事になる。現役時代を振り返り「全日本選手権を獲れなかった事が唯一の心残り」と語るが、出場するだけでも名誉とされる全日本選手権に10度も出場した事は特筆される。
引退後の雑誌インタビューでは、「今後は一サラリーマンとして働く」「柔道以外の世界でも活躍したい」と決意を語っていた。

## 主な戦績
- 1987年 - 国際高校柔道選手権大会　優勝

- 全日本ジュニア選手権（重量級）　2位
- インターハイ（重量級）　優勝
- 1989年 - 全日本学生選手権（95kg超級）　優勝
- 1990年 - 講道館杯（95kg超級）　優勝

- 全日本学生選手権（95kg超級）　優勝
- 1991年 - 太平洋選手権（95kg超級）　優勝

- 全日本学生選手権（95kg超級）　優勝
- 1992年 - 講道館杯（95kg超級）　優勝
- 1994年 - 全日本実業個人選手権（100kg超級）　優勝
- 1998年 - 全日本実業個人選手権（100kg超級）　優勝
- 2000年 - 全日本選手権（無差別級のみ）　3位

- 講道館杯（100kg超級）　3位
- 2001年 - 嘉納杯（無差別級のみ）　優勝